# Live...Animal
Live...Animal är en EP av musikgruppen W.A.S.P., utgiven 1987.

## Låtförteckning
- Animal (Fuck Like a Beast)
- Hellion
- Mississippi Queen (Mountain-cover)